# Crítica da economia política
A crítica da economia política ou simplesmente a primeira crítica da economia é uma forma de crítica social que rejeita as formas convencionais de distribuição de recursos. A crítica também rejeita o que seus defensores acreditam ser axiomas irrealistas, pressupostos históricos falhos, e tomar os mecanismos econômicos convencionais como um dado ou como trans-históricos (verdadeiros para todas as sociedades humanas de todos os tempos).  A crítica afirma que a economia convencional é apenas um dos muitos tipos de formas historicamente específicas de distribuir recursos, que surgiram junto com a modernidade (sociedade ocidental pós-renascentista).
Os críticos da economia política não visam necessariamente criar suas próprias teorias sobre como administrar economias. Os críticos da economia geralmente veem "a economia" como um conjunto de conceitos e práticas sociais e normativas, em vez de ser o resultado de quaisquer leis econômicas auto-evidentes. Assim, eles também tendem a considerar as visões que são comuns no campo da economia como falhas, ou simplesmente como pseudociência.
Existem múltiplas críticas da economia política hoje, mas o que elas têm em comum é a crítica do que os críticos da economia política tendem a ver como dogma, ou seja, reivindicações da economia como uma categoria social necessária e trans-histórica.

## John Ruskin

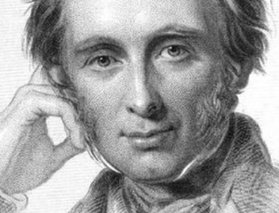
John Ruskin retratado na casa dos trinta

Na década de 1860, John Ruskin publicou seu ensaio Unto This Last, que ele passou a ver como sua obra central. O ensaio foi originalmente escrito como uma série de publicações em uma revista, que acabou tendo que suspender as publicações, devido à forte polêmica que os artigos causaram. Embora Ruskin seja geralmente conhecido como um importante crítico de arte, seu estudo da história da arte foi um componente que lhe deu alguma visão sobre as sociedades pré-modernas da Idade Média e sua organização social que ele foi capaz de contrastar com seus contemporâneos. doença. Ruskin tentou mobilizar uma crítica metodológica/científica da nova economia política, tal como era concebida pelos economistas clássicos .
Ruskin via o conceito de "economia" como uma espécie de "lapso mental coletivo ou concussão coletiva" e via a ênfase na precisão na indústria como uma espécie de escravidão . Pelo fato de Ruskin considerar a economia política de seu tempo como "louca", ele disse que o interessava tanto quanto "uma ciência da ginástica que tinha como axioma que os seres humanos de fato não tinham esqueletos". Ruskin declarou que a economia repousa sobre posições que são exatamente as mesmas. De acordo com Ruskin, esses axiomas se assemelham ao pensamento, não que os seres humanos não tenham esqueletos, mas sim que eles consistem inteiramente de esqueletos. Ruskin escreveu que não se opôs ao valor de verdade dessa teoria, ele simplesmente escreveu que negava que ela pudesse ser implementada com sucesso no mundo no estado em que se encontrava. Ele questionou as ideias de "leis naturais", " homem econômico " e a noção predominante de valor e teve como objetivo apontar as inconsistências no pensamento dos economistas. Ele criticou John Stuart Mill por pensar que "as opiniões do público" eram refletidas adequadamente pelos preços de mercado.
Ruskin cunhou illth para se referir à riqueza improdutiva. Ruskin não é muito conhecido como um pensador político hoje, mas quando em 1906 um jornalista perguntou à primeira geração de membros do Partido Trabalhista do Parlamento no Reino Unido qual livro os inspirou mais, Unto This Last emergiu como um indiscutível líder das paradas.

### Crítica
Karl Marx e Friedrich Engels consideraram grande parte da crítica de Ruskin como reacionária. Sua idealização da Idade Média os fez rejeitá-lo como um "utópico feudal".

## Karl Marx

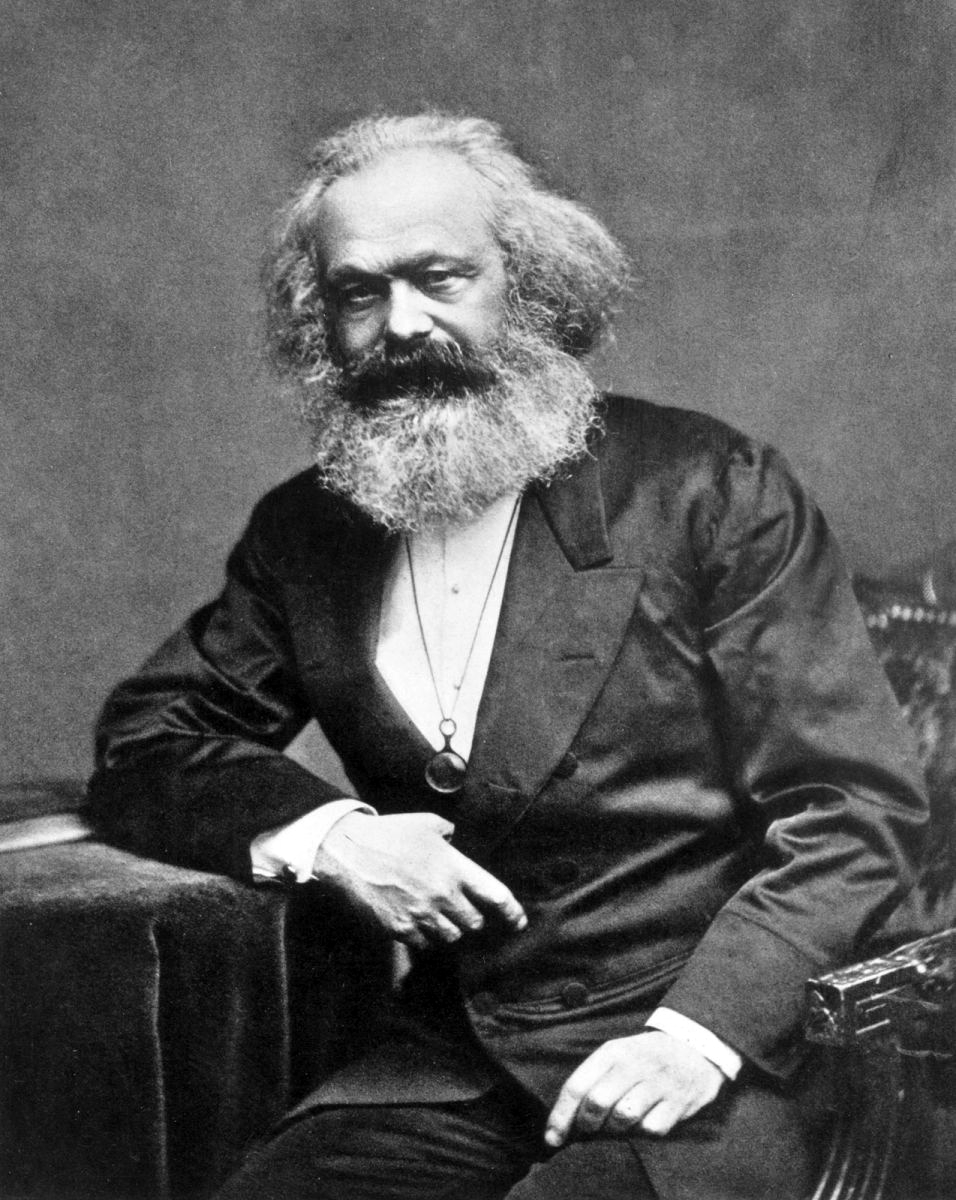
Karl Marx é o autor de Das Kapital (Das Kapital. Kritik der politischen Ökonomie Das Kapital. Kritik der politischen Ökonomie) [Capital: Uma Crítica da Economia Política].

No século 21, Marx é provavelmente o crítico mais famoso da economia política, com sua magnum opus de três volumes, Capital: A Critique of Political Economy, como um de seus livros mais famosos. O companheiro de Marx, Engels, também se engajou na crítica da economia política em seu Esboço de uma crítica da economia política de 1844, que ajudou a estabelecer algumas das bases para o que Marx iria levar adiante.
A crítica de Marx à economia política abrange o estudo e a exposição do modo de produção e da ideologia da sociedade burguesa, e sua crítica da Realabstraktionen (abstração real), ou seja, o econômico fundamental, ou seja, categorias sociais presentes dentro do que para Marx é o modo de produção capitalista, por exemplo trabalho abstrato .  Em contraste com os clássicos da economia política, Marx estava preocupado em levantar o véu ideológico dos fenômenos superficiais e expor as normas, axiomas, relações sociais, instituições, e assim por diante, que capital reproduzido.
As obras centrais na crítica de Marx à economia política são Grundrisse, Uma contribuição para a crítica da economia política e Das Kapital . As obras de Marx são muitas vezes explicitamente nomeadas – por exemplo: Uma Contribuição à Crítica da Economia Política, ou O Capital: Uma Crítica da Economia Política . Marx citou várias vezes o artigo de Engels , Esboços de uma crítica da economia política, em Das Kapital . Os trotskistas e outros leninistas tendem a argumentar implícita ou explicitamente que essas obras constituem e/ou contêm "teorias econômicas", que podem ser estudadas independentemente. Esse também era o entendimento comum do trabalho de Marx sobre economia apresentado pela ortodoxia soviética. Sendo esse o caso, permanece controverso se a crítica de Marx à economia política deve ser entendida como uma crítica à economia política ou, de acordo com a interpretação ortodoxa, outra teoria da economia. A crítica da economia política é considerada o projeto mais importante e central dentro do marxismo que levou e continua a levar a um grande número de abordagens avançadas dentro e fora dos círculos acadêmicos. 

### Conceitos fundamentais
- O trabalho e o capital são formas historicamente específicas de relações sociais, e o trabalho não é a fonte de toda a riqueza. [38] [39][40]
- O trabalho é o outro lado da mesma moeda que o capital, o trabalho pressupõe o capital e o capital pressupõe o trabalho.[39][41]
- O dinheiro não é de forma alguma algo transhistórico ou natural, que vale tanto para toda a economia quanto para as demais categorias específicas do modo de produção ), e seus ganhos de valor são constituídos por relações sociais e não por quaisquer qualidades inerentes.[39][42][43]
- O indivíduo não existe em alguma forma de vácuo, mas está enredado nas relações sociais.[44][45]

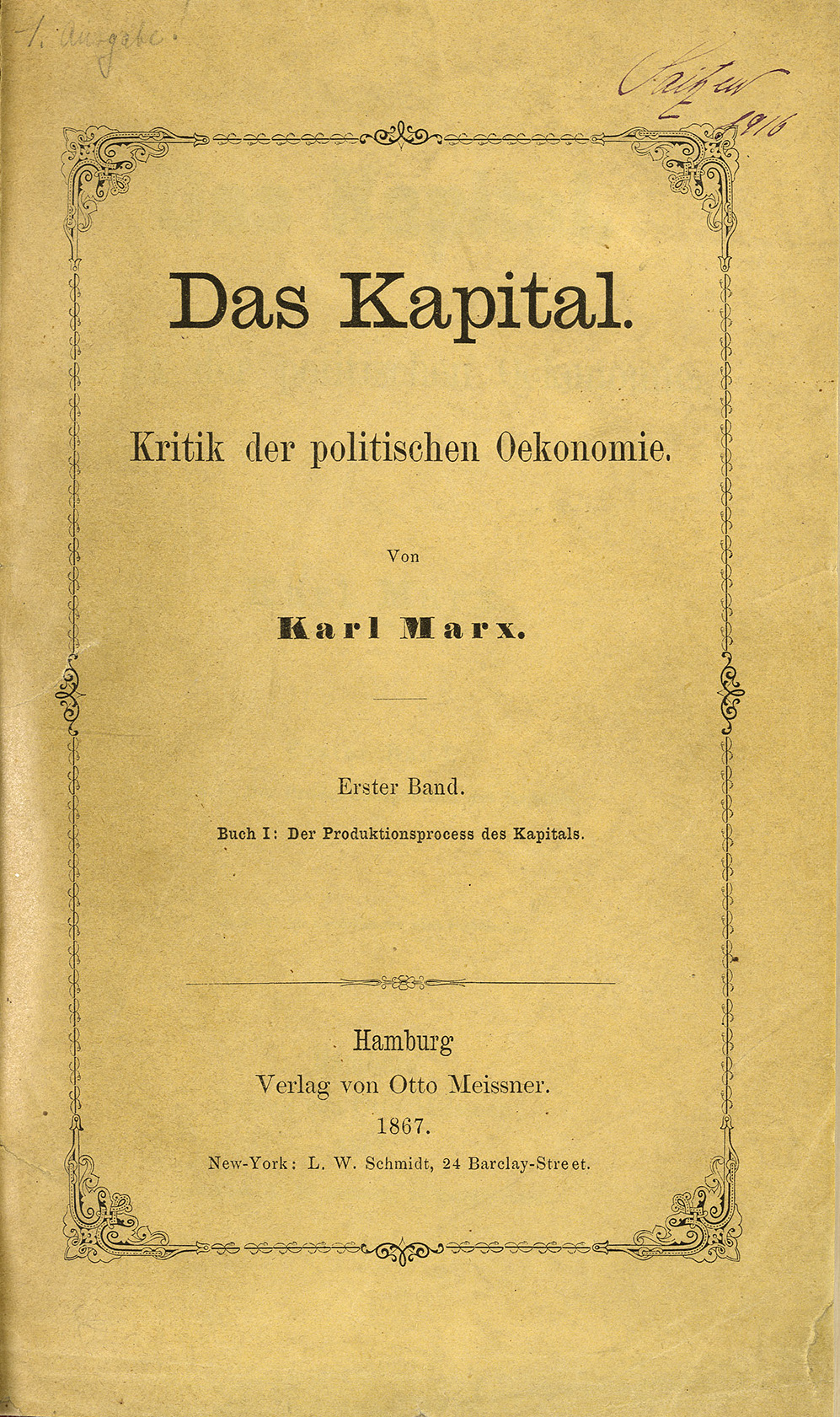
Edição alemã de Das Kapital. É uma famosa crítica da economia política escrita por Marx.

### Interpretações da crítica de Marx à economia política
Alguns estudiosos veem a crítica de Marx como sendo uma crítica ao fetichismo da mercadoria e à maneira pela qual esse conceito expressa uma crítica à modernidade e seus modos de socialização . Outros estudiosos que se envolvem com a crítica de Marx à economia política afirmam que a crítica pode assumir um sentido mais kantiano, que transforma "a obra de Marx em uma incursão sobre as antinomias iminentes que estão no cerne do capitalismo, onde política e economia se entrelaçam de maneiras impossíveis".

### marxista contemporâneo
Em relação às críticas marxistas contemporâneas da economia política, elas são geralmente acompanhadas por uma rejeição das leituras de Marx mais influenciadas pelo naturalismo, bem como outras leituras posteriormente consideradas weltanschaaungsmarxismus (visão de mundo marxista), que foi popularizado até o final do século XX.
De acordo com alguns estudiosos neste campo, as críticas contemporâneas da economia política e do Ökonomiekritik alemão contemporâneo foram pelo menos parcialmente negligenciadas no mundo anglófono.

## Feminismo
Tem havido uma crescente literatura de pontos de vista feministas em exames dos fundamentos da economia política no século XXI.
De acordo com Julie A. Nelson, as críticas feministas à economia deveriam partir da premissa de que "a economia, como qualquer ciência, é socialmente construída ". Essas feministas, portanto, argumentam que a economia é um campo socialmente construído para privilegiar pessoas ocidentais e heterossexuais que se identificam como homens.
Eles geralmente incorporam teoria e estruturas feministas para mostrar como as comunidades econômicas sinalizam expectativas em relação aos participantes apropriados para a exclusão de estranhos. Tais críticas se estendem às teorias, metodologias e áreas de pesquisa da economia, a fim de mostrar que os relatos da vida econômica são profundamente influenciados por histórias tendenciosas, estruturas sociais, normas, práticas culturais, interações interpessoais e política. As feministas muitas vezes também fazem uma distinção crítica de que o viés masculino na economia é principalmente resultado do gênero, não do sexo. Mas as críticas feministas à economia, e à economia, também podem incluir outras visões, como a preocupação com uma taxa cada vez maior de degradação ambiental.

## Diferenças entre os críticos da economia e os críticos das questões econômicas
Pode-se diferenciar entre aqueles que se dedicam à crítica da economia política, que assume um caráter mais ontológico, onde os autores criticam os conceitos fundamentais e as categorias sociais que reproduzem a economia como entidade. Enquanto outros autores, que os críticos da economia política considerariam tratar apenas dos fenômenos superficiais da economia, têm uma compreensão naturalizada desses processos sociais. Portanto, as diferenças epistemológicas entre os críticos da economia e os economistas também podem, às vezes, ser muito grandes.
Aos olhos dos críticos da economia política, os críticos das questões econômicas apenas criticam certas práticas na tentativa de resgatar implícita ou explicitamente a economia política; esses autores podem, por exemplo, propor uma renda básica universal ou implementar uma economia planejada .

### Artigos

#### artigos gerais
- Mortensen, Anders - Att göra "penningens gênio até pecado slaf". Om Carl Jonas Love Almqvists romantiska ekonomikritik – Vetenskapssocieteten i Lund. Årsbok (em sueco).

#### Artigos acadêmicos
- Alan Christopher Finlayson, Thomas A. Lyson, Andrew Pleasant, Kai A. Schafft e Robert J. Torres "Invisible Hand": Neoclassical Economics and the Ordering of Society" Critical Sociology 2005 31: 515 DOI: 10.1163/156916305774482183
- Backhaus, HG (1969). Zur Dialektik der Wertform. Tese Onze, 1(1), 42-76. (Em alemão)
- Granberg, M. (2015). O trabalhador ideal como abstração real: conflito laboral e subjetividade na enfermagem. Trabalho, Emprego e Sociedade, 29(5), 792–807. https://doi.org/10.1177/0950017014563102
- Granberg, Magnus " O radicalismo reacionário e a análise da subjetividade do trabalhador na crítica de Marx à economia política "
- Mau, Soren (2018). A dupla escolha: Begrebet fetichisme i kritikken af den politiske økonomi . Slagmark - Tidsskrift for idéhistorie, (77), 103–122. https://doi.org/10.7146/slagmark.vi77.124228
- Paul Trawick e Alf Hornborg. (2015) Revisitando a imagem do bem limitado: sobre sustentabilidade, termodinâmica e a ilusão de criar riqueza, Current Anthropology, vol. 56, nº 1 pp. 1-27, The University of Chicago Press em nome da Wenner-Gren Foundation for Anthropological Research

### Livros

#### Crítica da economia política
- Bernard Steigler – Por uma Nova Crítica da Economia Política
- Bonefield Werner (2014) – Teoria crítica e crítica da economia política: sobre subversão e razão negativa
- Gibson-Graham, JK – O fim do capitalismo (como o conhecíamos): uma crítica feminista da economia política
- Baudrillard, Jean – O Espelho da Produção
- Baudrillard, Jean – Por uma crítica da economia política do signo
- Lawson, T. (1997). Economia e realidade. Routledge.
- Nelson, Robert Henry, 1944-. - Economia como religião : de Samuelson a Chicago e além / Robert H. Nelson ; prefácio de Max Stackhouse.. - 2001. -ISBN 0271020954

#### Sobre a crítica de Marx à economia política
- Murray, Patrick (2016) – A falsa medida da riqueza – Ensaios sobre Marx e a forma social Brill
- Kurz, Robert, 1943-2012. - A substância do capital / Robert Kurtz ; traduzido do alemão por Robin Halpin.. - 2016. -ISBN 9780995609501

##### Neue Marx-Lektüre
- Elbe, Ingo (2010). Marx Im Westen. Die neue Marx-Lektüre in der Bundesrepublik seit 1965. Berlin: Akademie Verlag. ISBN 9783050061214. OCLC 992454101

##### História
- Bryer, Robert - Contabilidade para a história em Marx's Capital: The Missing Link
- Kurz, Robert, 1943–2012 , Schwarzbuch Kapitalismus: ein Abgesang auf die Marktwirtschaft (também conhecido como: The Satanic Mills) – 2009 – Erweit. Neuasg.ISBN 978-3-8218-7316-9
- Pilling, Geoff - O Capital, a Filosofia e a Economia Política de Marx

##### Obras clássicas
- Lietz, Barbara (1987). «Ergänzungen und Veränderungen zum ersten Band des Kapitals (Dezember 1871 – Januar 1872)». Marxistische Studien: Jahrbuch des IMSF. 12. [S.l.: s.n.] OCLC 915229108
- Marx, Karl – Grundrisse
- Ruskin, John, Unto this Last LibriVox.

### Ensaios
- Postone, Moishe – Necessidade, Trabalho e Tempo: Uma Reinterpretação da Crítica Marxista do Capitalismo